# Acomys (ondergeslacht)

Acomys perchal - 1700-1880 - afdruk - Iconographia Zoologica - Bijzondere Collecties van de Universiteit van Amsterdam

Acomys is een ondergeslacht van het geslacht der stekelmuizen (Acomys) dat voorkomt in Afrika en Zuidwest-Azië. Het omvat vrijwel alle soorten van het geslacht; de enige uitzonderingen zijn Acomys louisae en Acomys subspinosus. Binnen het ondergeslacht hebben de gouden stekelmuis, A. spinosissimus en het nauw verwante duo A. percivali-A. wilsoni geen nauwe verwanten; de rest vormt de taxonomische chaos die bekendstaat als de cahirinus-dimidiatus-groep.
Het ondergeslacht omvat de volgende soorten:
- Acomys airensis
- Acomys cahirinus – Egyptische stekelmuis
- Acomys chudeaui
- Acomys cilicicus
- Acomys cineraceus
- Acomys dimidiatus – Sinaïstekelmuis
- Acomys ignitus
- Acomys johannis
- Acomys kempi
- Acomys minous – Kretenzische stekelmuis
- Acomys mullah
- Acomys nesiotes
- Acomys percivali
- Acomys russatus – Gouden stekelmuis
- Acomys seurati
- Acomys spinosissimus
- Acomys wilsoni